# 东西奇遇结良缘
《东西奇遇结良缘》是2001年制作的古装剧，45集。编剧天空创作、吴乔、胡蓉蓉、 邓慧卿、 肖璟，由曾黎、王亚楠领衔主演，于2001年首播。该剧改编自元代杂剧《西厢记》，是曾黎出演的首部古装电视剧。

## 演员
- 曾黎—曹燕燕（崔莺莺）
- 王亚楠—张天生（张生）
- 徐露—王钟
- 戴娆—红姑（红娘）
- 袁苑—孙飞虎
- 戴春荣—曹母（崔母）
- 王宇—郑恒

## 音乐
片尾曲《西厢记》
- 作词：张洪量 作曲：张洪量 演唱：梁静茹、张洪量
- 片头曲《荧河》 演唱：张洪量

## 外部連結
- 本劇豆瓣網站 （页面存档备份，存于）